# Fédération des jeunes verts européens
La Fédération des jeunes verts européens (FYEG, Federation of Young European Greens) est une organisation qui regroupe les différents mouvements et organisations de jeunes verts à travers l'Europe avec plus de 40,000 membres. La FYEG a pour but de défendre le climat et la justice sociale au niveau européen. Depuis 2007, la FYEG est le mouvement de jeunesse du Parti Vert Européen.
La FYEG compte 32 organisations membres, deux organisations associées et deux candidates. La FYEG compte également les Jeunes Verts Mondiaux (GYG, Global Young Greens), le Réseau Est Européen de Coopération et de Développement (CDNEE, Cooperation and Development Network Eastern Europe), la Green European Fondation et le Parti vert européen parmi ses partenaires.
La FYEG est également membre du Forum européen de la jeunesse (EYF, European Youth Forum) qui travaille en étroite collaboration avec le Conseil de l'Europe et l'Union européenne ainsi que de la Fondation verte européenne (GEF, Green European Foundation).

## Histoire
La Fédération des jeunes verts européens a été créée en 1988. Gérard Onesta était l'un des membres fondateur. L'idée d'une Fédération Européenne a été évoquée à Strasbourg en 1988 par de jeunes français, belges, luxembourgeois et allemands membres de partis Verts.
En 2002, pendant l'Assemblée Générale de la FYEG à Belgrade, le Réseau Est Européen de Coopération et de Développement (CDNEE, Cooperation and Development Network Eastern Europe) fut créé dans le but de mieux aider les organisations de jeunes verts en Europe de l'Est et du Sud-Est. Ces organisations étaient souvent plus petites et moins développées que celles présentes en Europe de l'Ouest.
À partir de ce moment, la FYEG devint une organisation de plus en plus politique et renforça ses liens avec le Parti vert européen et le Forum européen de la jeunesse. En 2007, le FYEG devient officiellement le mouvement de jeunesse du Parti vert européen et obtient le droit de vote au sein de ses instances.
En 2009, la FYEG lance sa première campagne européenne dans le but de promouvoir les jeunes candidats verts aux élections européennes. Trois candidats furent élus au Parlement européen : Ska Keller, Jan Philipp Albrecht et Karima Delli. Par la suite, des campagnes similaires ont pu rencontrer le même succès et faire élire, par exemple : Terry Reintke, Linnéa Engström, Ernest Urtasun et Marie Toussaint.
En 2018, la FYEG fête ses 30 ans d'existence et élit pour la première fois deux femmes aux postes de porte-paroles : Zuzana Pavelková and Katri Ylinen.

## Activités
La FYEG a pour but d'influer sur les décisions du Parti vert européen par le biais de canaux internes et externes, mais aussi de s'engager sur des sujets plus larges et pertinents pour elle ou ses organisations membres — notamment sur l'immigration ou les droits LGBT.
La FYEG organise également des échanges internationaux grâce à des financements de l'Union européenne et du Conseil de l'Europe. Il s'agit notamment de sessions de travail ou de camps d'été dans divers lieux en Europe.

## Structures

### Assemblée Générale
L'Assemblée Générale est l'organe décisionnel principal de la FYEG. Toutes les organisations membres disposent de deux voix alors que les organisations candidates ne disposent que d'une voix. Les organisations observatrices peuvent assister à l'Assemblée Générale, mais ne prennent pas part au vote.
L'Assemblée Générale se tient chaque année dans un pays différent. C'est au cours de cette Assemblée Générale que sont élus les membres des différentes structures de la fédération.

### Comité Exécutif
Le Comité Exécutif est le deuxième organe décisionnel de la FYEG. Il assure la gestion quotidienne de la fédération.
Le Comité Exécutif est composé de huit membres dont deux porte-paroles et un trésorier. Les membres du Comité Exécutif sont élus pour un an et peuvent renouveler leur mandat trois fois.

### Comité de contrôle et consultatif financier (CCCF)
Le CCCF se réunit annuellement pour vérifier les finances de la fédération. Un rapport écrit de cette réunion est ensuite soumis au Comité Exécutif, ce qui permet un audit interne et la présentation de ce rapport annuel aux délégués lors de l'Assemblée Générale.
Les membres de ce comité sont élus pour deux ans lors d'une Assemblée Générale.

### Comité Consultatif
Le Comité Consultatif suit le travail du Comité Exécutif et des salariés de la fédération. Il contribue également à la résolution de conflit entre les membres du Comité Exécutif et/ou les salariés.
Le Comité Consultatif est généralement constitué d'anciens membres du Comité Exécutif ou de personnes ayant participé à la vie de la fédération.
Le Comité Consultatif assure le transfert des connaissances au sein de la fédération et agit en tant qu'organe de résolution des conflits. Ses cinq membres sont élus pour deux ans lors d'une Assemblée Générale.
Le Comité Consultatif n'intervient que sur demande du Comité Exécutif ou des autres organes de la fédérations.

### Salariés
Les salariés de la fédération sont composés d'au moins un secrétaire général (élu pour 3 ans par l'Assemblée Générale) et d'un assistant de projet.
Le secrétaire général est responsable de la gestion quotidienne de la fédération en ce qui concerne les finances, la coordination des équipes, la collecte de fonds, la représentation, l'établissement de rapports, les relations externes et les questions juridiques.
L'assistant de projet est chargé de la gestion des différents projets de la fédération, de l'organisation des évènements et de l'assistance administrative.

## Membres
| Pays ou Région            | Nom (langue originale)                                             | Nom (traduction)                                              | Statuts   |
| ------------------------- | ------------------------------------------------------------------ | ------------------------------------------------------------- | --------- |
| Albanie                   | Te Rinjte e Gjelber                                                | Jeunes et Verts                                               | Membre    |
| Allemagne                 | Grüne Jugend                                                       | Jeunesse verte                                                | Membre    |
| Angleterre Pays de Galles | Young Greens of England and Wales                                  | Jeunes Verts d'Angleterre et du Pays de Galles                | Membre    |
| Autriche                  | Grüne Jugend – Grünalternative Jugend (de)                         | Jeunesse verte - Jeunesse verte alternative                   | Membre    |
| Azerbaïdjan               | MIL Network                                                        | MIL Network                                                   | Associée  |
| Belgique (Flandre)        | Jong Groen                                                         | Jeunes Verts                                                  | Membre    |
| Belgique (Francophone)    | Ecolo J                                                            | Ecolo J                                                       | Membre    |
| Biélorussie               | Пакаленiе зяленых                                                  | Génération Verte                                              | Associée  |
| Chypre                    | Νεολαία Οικολόγων                                                  | Jeunes Ecologistes                                            | Membre    |
| Tchéquie                  | Mladí Zelení                                                       | Jeunes Verts                                                  | Membre    |
| Estonie                   | Noored Rohelised                                                   | Jeunes Verts                                                  | Candidate |
| Finlande                  | Vihreät nuoret                                                     | Jeunesse Verte                                                | Membre    |
| France                    | Jeunes écologistes                                                 | Jeunes écologistes                                            | Membre    |
| Géorgie                   | საქართველოს ახალგაზრდა მწვანეები                                   | Jeunes Verts de Géorgie                                       | Membre    |
| Grèce                     | Νέοι Πράσινοι                                                      | Jeunes Verts                                                  | Membre    |
| Irlande                   | Óige Ghlas                                                         | Jeunesse Verte                                                | Membre    |
| Italie                    | Giovani Europeisti Verdi                                           | Jeunes européistes verts                                      | Member    |
| Italie (Tyrol du Sud)     | Young Greens South Tyrol                                           | Jeunes Verts Tyrol du Sud                                     | Member    |
| Lettonie                  | Protests                                                           | Manifestation                                                 | Member    |
| Luxembourg                | déi jonk gréng                                                     | Jeunes Verts                                                  | Member    |
| Malte                     | Kollettiv Żgħażagħ EkoXellugin                                     | Collectif des Jeunes EcoLeft                                  | Member    |
| Monténégro                | Forum Mladih URA                                                   | Forum des jeunes de l'URA                                     | Member    |
| Pays-Bas                  | DWARS                                                              | DWARS                                                         | Member    |
| Macédoine du Nord         | МОДОМ                                                              | MODEM                                                         | Member    |
| Norvège                   | Grønn Ungdom                                                       | Jeunesse Verte                                                | Member    |
| Pologne                   | Ostra Zieleń                                                       | Vert vif                                                      | Member    |
| Portugal                  | Ecolo Jovem "Os Verdes"                                            | Jeunes Ecolos "Les Verts"                                     | Member    |
| Roumanie                  | Tinerii Verzi                                                      | Jeunes Verts                                                  | Candidate |
| Écosse                    | Scottish Young Greens                                              | Jeunes Verts Ecossais                                         | Member    |
| Serbie                    | Зелена омладина Србије                                             | Jeunesse Verte de Serbie                                      | Member    |
| Espagne                   | Juventud Verde                                                     | Jeunesse Verte                                                | Member    |
| Espagne (Catalogne)       | Joves Ecosocialistes                                               | Jeunes Ecosocialistes                                         | Member    |
| Suède                     | Grön Ungdom                                                        | Jeunesse verte                                                | Member    |
| Suisse                    | Junge Grüne Schweiz Jeunes Vert-e-s Suisses Giovani Verdi Svizzera | Jeunes Vert-e-s Suisses                                       | Member    |
| Turquie                   | Genç Yeşiller                                                      | Jeunes Verts                                                  | Member    |
| Ukraine                   | Зелена молодь України                                              | Jeunesse Verte d'Ukraine                                      | Member    |
| Europe de l'Est           | Cooperation and Development Network Eastern Europe                 | - Réseau de coopération et de développement d'Europe de l’Est |           |